# Грошев Юрій Валерійович
Юрій Валерійович Грошев (рум. Iurie Groșev; нар. 16 квітня 1976, Бердичів, Житомирська область, УРСР) — молдовський та український футболіст, захисник та півзахисник, згодом — тренер.

## Клубна кар'єра
Народився в Бердичеві. Перший тренер - Володимир Кернозенко. Кар'єру гравця розпочав у 1996 році в вінницькій «Ниві», але так і не зігравши жодного офіційного матчу за вінницький клуб виїхав до Молдови, де згодом отримав громадянство цієї країни. З 1997 по 1998 роки виступав у клубі «Ністру» (Атаки). У 1999 році виступав за кишинівський «Конструкторорул», у складі якого зіграв 5 матчів. У 1999 році повернувся до України, де на аматорському рівні зіграв 8 матчів за «Кіровець» з Могилів-Подільського. Проте того ж року повернувся до «Ністру», кольори якого захищав до 2005 року.
У 2005 році повернувся в Україну та підписав контракт з криворізьким «Кривбасом», який на той час виступав у вищій лізі чемпіонату України. У футболці криворожан дебютував 12 липня 2005 року в нічийному (1:1) виїзному поєдинку 1-го туру проти ФК «Харкова». Юрій вийшов на поле в стартовому складі та відіграв увесь поєдинок. У сезоні 2005/06 років Грошеа був основним футболістом, зігравши у 18-ти матчах чемпіонату (та 2-ох поєдинках першості дублерів), ще 3 матчі провів у кубку України. Проте в сезоні 2006/07 років втратив своє місце в основній команді, в складі якої зіграв по 1 поєдинку в чемпіонаті та кубку України (Юрій зіграв того сезону 15 матчів у першості дублерів). Другу половину сезону провів у першоліговому «Закарпатті». У футболці ужгородців дебютував 5 квітня 2007 року в переможному (2:0) виїзному поєдинку 25-го туру проти столичного «Динамо-2». Грошев у тому матчі вийшов на поле на 76-ій хвилині, замінивши Івана Козоріза. У складі «Закарпаття» зіграв 6 матчів.
Потім виїхав до Молдови. З 2007 по 2011 роки виступав у складі клубів «Ністру» (Атаки) та «Дачія» (Кишинів). У 2011 році став граючим головним тренером клубу «Сфинтул Георге» (зіграв у 29 матчах), кольори якого захищав до 2013 року. 
У 2016 році виступав на аматорському рівні за український клуб «Патріот» (с.Кукавака).

## Кар'єра тренера
Після відходу зі «Сфинтул Георге», через деякий час, повністю зосередився на тренерській роботі. 21 червня 2015 роки очолив інший молдавський клуб «Академія-УТМ», але покинув його в жовтні того ж року. У липні 2016 року перейшов працювати в «Ністру» з міста Атаки, а вже 27 вересня став головним тренером футбольного клубу «Динамо-Авто».

## Особисте життя
Одружений, двоє дітей - дівчинка й хлопчик.

## Досягнення
- Національний дивізіон Молдови
  -  Чемпіон (1): 2010/11
  -  Срібний призер (3): 2001/02, 2003/04, 2004/05
  -  Бронзовий призер (2): 2002/03, 2007/08

- Кубок Молдови
  -  Володар (1): 2005
  -  Фіналіст (5): 2001, 2002, 2003, 2008, 2010